# Кан сюр Мер
Вижте пояснителната страница за други значения на Кан.
Кан сюр Мер (на френски: Cagnes-sur-Mer) е град в Югоизточна Франция, департамент Алп Маритим на регион Прованс-Алпи-Лазурен бряг. Той е част от агломерацията на Ница, а населението му е около 49 000 души (2007).

## Личности
Починали
- Робер Жис (1901 – 1977), френски филмов художник
- Пиер-Огюст Реноар (1841 – 1919), художник

## Побратимени градове
- Пасау, Германия, от 1973